# (28041) 1998 FQ87
1998 أف كيو 87 (ويعرف أيضًا باسم (28041) 1998 أف كيو 87 وفق تسمية الكوكب الصغير) (بالإنجليزية: 1998 FQ87)‏ هو كويكب ضمن حزام الكويكبات؛ وترتيبه 28041 من حيث الاكتشاف.
اكتُشف هذا الجُرم الفلكي بواسطة بحث لنكولن عن الكويكبات القريبة من الأرض في 24 مارس 1998.

## وصلات خارجية
- (28041) 1998 FQ87 في قاعدة بيانات مختبر الدفع النفاث لأجرام النظام الشمسي الصغيرة

- الاكتشاف · مخطط المدار ·  العناصر المدارية · المعلمات المادية

- (28041) 1998 FQ87 على موقع ويكي سكاي: DSS2, SDSS, GALEX, IRAS, Hydrogen α, X-Ray, Astrophoto, Sky Map, Articles and images